# Limatula vancouverensis
Limatula vancouverensis är en musselart som beskrevs av Bernard 1978. Limatula vancouverensis ingår i släktet Limatula och familjen filmusslor. Inga underarter finns listade i Catalogue of Life.